# Justino de Neve
Justino de Neve y Chaves (Sevilla, 1625 - Ibídem, 1685) fue un canónigo de la Catedral de Sevilla.

## Biografía
Nació en Sevilla en 1625. Sus padres fueron Juan de Neve, comerciante de la misma ciudad, y Sebastiana de Chaves y Castilla, procedente de Málaga. Sus abuelos paternos fueron Miguel de Neve, natural de Herentals, ducado de Brabante (provincia de Amberes), y Francisca Pérez Franco, natural de Sevilla. Fue bautizado en la iglesia parroquial de San Bartolomé el 6 de septiembre de ese mismo año.
Se ordenó sacerdote a los veintiún años y fue nombrado canónigo a los treinta y tres. Fundó el Hospital de los Venerables de Sevilla, dedicado a residencia de sacerdotes ancianos e impedidos y fue uno de los impulsores de las reformas realizadas en algunos templos de Sevilla, entre las que destaca la de la iglesia de Santa María la Blanca, para cuya ornamentación encargó en 1665 a su íntimo amigo Murillo, del que también fuera albacea, los lienzos del Sueño del patricio y la Visita al pontífice, pinturas que narran la historia de la fundación de la Basílica de Santa María la Mayor en Roma. Ambos fueron expoliados por el Mariscal Soult, admirador de la obra de Murillo, durante la guerra de la independencia, aunque se pudieron recuperar y actualmente se encuentran en el Museo del Prado. También es obra de Murillo un retrato del propio Justino de Neve, obsequiado a éste por el pintor.
Justino de Neve financió la reconstrucción de la iglesia de Santa María la Blanca de Sevilla en el siglo XVII y, junto con el canónigo Juan de Loaysa, tuvo un papel predominante en la celebración de la canonización del rey Fernando III en 1671.
Fue un importante coleccionista de arte y llegó a reunir a lo largo de su vida ciento sesenta pinturas, de las cuales, dieciocho de Murillo. Al morir, su colección se dispersó al venderse en almoneda. Algunas obras fueron adquiridas por Gaspar Murillo, hijo del pintor y también canónigo de la catedral de Sevilla, pero la mayor parte de los lienzos fueron comprados por un comerciante flamenco afincado en Sevilla llamado Nicolás Omazur.
Desde enero de 1895, la antigua calle del Chorro, en el Barrio de Santa Cruz, donde residía, lleva su nombre. Su domicilio se encontraba muy próximo al Hospital de los Venerables cuyas obras supervisaba y a la iglesia de Santa María la Blanca.
Sus restos descansan en la Catedral de Sevilla.